# Norbert Andel
Norbert Andel (* 22. November 1935 in Peine; † 2. November 2022) war ein deutscher Finanzwissenschaftler und Professor an der Goethe-Universität Frankfurt.

## Leben
Er studierte Volkswirtschaftslehre, promovierte 1963 bei Fritz Neumark zum Dr. rer. pol. an der Wirtschaft- und Sozialwissenschaftlichen Fakultät der Goethe-Universität und habilitierte sich 1968 in Frankfurt am Main. Von 1970 bis 1975 war er ordentlicher Professor für Volkswirtschaftslehre, insbesondere Finanzwissenschaften an der TU Berlin. Von 1975 bis 1981 lehrte er als ordentlicher Professor an der Universität Gießen, von 1981 bis 1987 an der Universität Saarbrücken und von 1987 bis zu seiner Emeritierung 2001 an der Goethe-Universität. 1994 und 1995 war er an der Frankfurter Fakultät für Wirtschaftswissenschaften als Dekan tätig.
Andel war Mitglied des Sozialbeirats der Bundesregierung (1988–2000) und des Wissenschaftlichen Beirats beim Bundesministerium der Finanzen. Er war Vorsitzender des Finanzwissenschaftlichen Ausschusses des Vereins für Socialpolitik (1998–2001).
Andels Lehrbuch Finanzwissenschaft erschien in vier Auflagen. Er war Mitherausgeber des Handbuchs der Finanzwissenschaft und langjähriger Herausgeber der Fachzeitschrift FinanzArchiv.

## Schriften (Auswahl)
Monographien
- Die Rentenversicherung im Prozess der Wiedervereinigung Deutschlands. Frankfurt 1993.
- Die einkommensteuerliche Behandlung der Beiträge und der Rentenzahlungen in der Rentenversicherung. Frankfurt 1997.
- Finanzwissenschaft, 4. Auflage, Mohr & Siebeck, Tübingen 1998, ISBN 978-3-16-147027-1
- Die Harmonisierung der sozialen Sicherung – ein von den Wirtschaftswissenschaften vernachlässigtes Problem. Frankfurt 2000.
- Subventionen als Instrument des finanzwirtschaftlichen Interventionismus, Habilitationsschrift, Mohr Tübingen, 1970
- Probleme der Staatsschuldentilgung, Dissertation, Duncker & Humblot Berlin, 1964

Herausgeberwerke
- Probleme der Besteuerung II. Duncker & Humblot, Berlin 2015, ISBN 978-3-428-49813-0.
- Probleme der Kommunalfinanzen. Duncker & Humblot, Berlin 2015, ISBN 978-3-428-50618-7.